# Eupyra imperialis
Eupyra imperialis is een beervlinder uit de familie van de spinneruilen (Erebidae). De wetenschappelijke naam van de soort is voor het eerst geldig gepubliceerd in 1853 door Herrich-Schäffer.